# Relanges
Relanges ist eine französische Gemeinde mit 190 Einwohnern (Stand: 1. Januar 2022) im Département Vosges in der Region Grand Est. Sie gehört zum Arrondissement Neufchâteau und zum Gemeindeverband Les Vosges côté Sud-Ouest. Die Bewohner werden Relangeois und Relangeoises genannt.

## Geografie

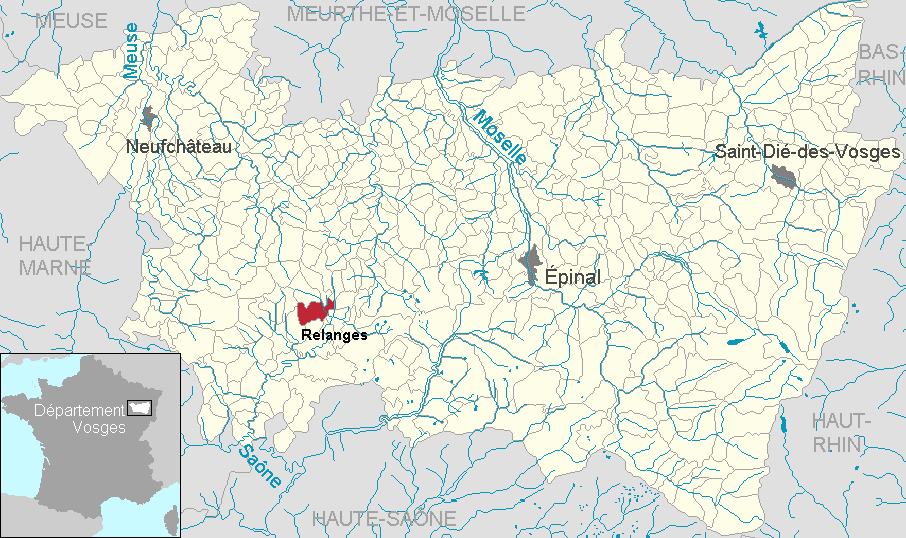
Lage der Gemeinde Relanges im Département Vosges

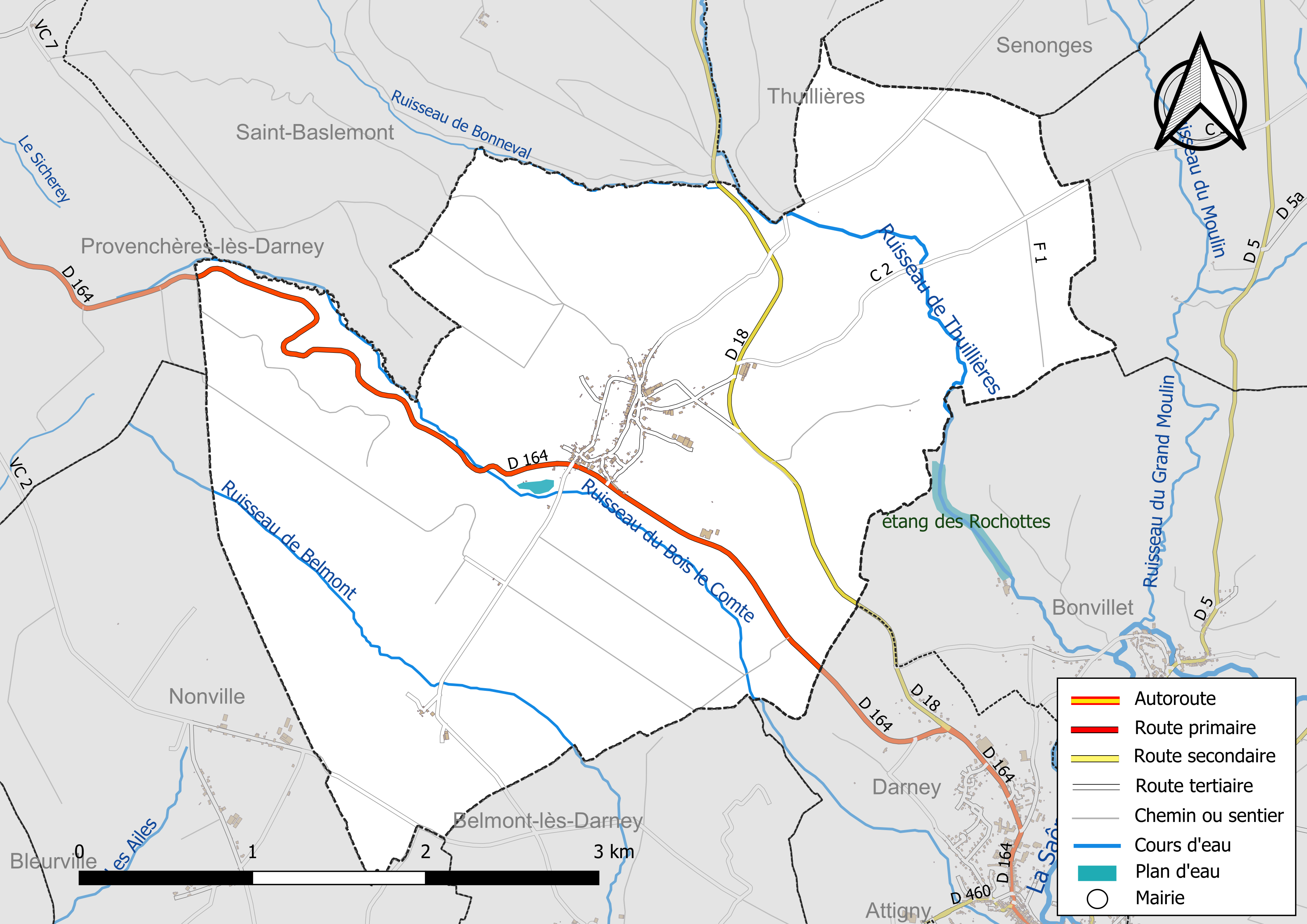
Gewässer und Straßen der Gemeinde

Relanges liegt im äußersten Südwesten Lothringens etwa elf Kilometer südöstlich von Vittel und etwa 35 Kilometer westlich von Épinal. Das Gemeindegebiet umfasst einen Abschnitt des Hügellandes Monts Faucilles, das hier deutliche Konturen zeigt. Das Gelände fällt von der in Südwest-Nordost-Richtung verlaufenden Hügelkette in einer ca. 100 Höhenmeter messenden Stufe ab. Aus dem höherliegenden Gebiet im Nordwesten kommend, das bis an die nahe Maas-Saône-Wasserscheide reicht, haben sich die Bäche Ruisseau du Bois le Comte, Ruisseau de Bonneval und Ruisseau de Lichecourt tief in das Gelände gegraben und bilden dabei schluchtartige Täler. Am Ausgang einer dieser Schluchten (Gorges de Gabionne) liegt die Siedlung Relanges. Die drei Fließgewässer münden unabhängig voneinander in die obere Saône. Mehr als die Hälfte des Gemeindeareals ist von Wäldern bedeckt (Forêt de Lignéville im Norden und Forêt Domaniale de Darney im Süden). Zu Relanges gehört der zwei Kilometer südwestlich des Kernortes gelegene Weiler Lichecourt. Nachbargemeinden von Relanges sind Saint-Baslemont und Thuillières im Norden, Senonges und Dombasle-devant-Darney im Nordosten, Bonvillet und Darney im Südosten, Belmont-lès-Darney im Süden, Nonville im Südwesten sowie Provenchères-lès-Darney im Nordwesten.

## Geschichte
Relanges gehörte in der Zeit des Ancien Régime zur Vogtei Darney. Im Jahr 1030 wurde in Relanges ein Priorat der Abtei Cluny gegründet. Das Kloster Relanges wurde 1725 durch Papst Benedikt XII. mit dem Kapitel Darney vereinigt. Die Klosterkirche, die aus dem 11. Jahrhundert stammt, wurde später zur Pfarrkirche des Ortes.

### Bevölkerungsentwicklung
| Jahr      | 1962 | 1968 | 1975 | 1982 | 1990 | 1999 | 2006 | 2016 | 2022 |
| --------- | ---- | ---- | ---- | ---- | ---- | ---- | ---- | ---- | ---- |
| Einwohner | 280  | 316  | 329  | 284  | 248  | 236  | 222  | 211  | 190  |

1846 wurde mit 609 Bewohnern die bisher höchsten Einwohnerzahlen ermittelt. Die Zahlen basieren auf den Daten von cassini.ehess und INSEE.

## Sehenswürdigkeiten
Die romanische Kirche Unserer Lieben Frau (L’église Notre-Dame) wurde im 11. Jahrhundert errichtet. Aus dieser Zeit sind heute noch die unteren Säulen der Veranda, die Giebel der Fassade und die Kellerwände des nördlichen Seitenschiffes erhalten. Aus dem 12. Jahrhundert stammen Querschiff, Turm und Apsis. Nach einem Brand im 16. Jahrhundert wurde ein neues Schiff errichtet sowie der Turm erneuert und erhöht. Außerdem kam ein neues Südportal hinzu. Der Sakralbau ist seit 1899 als Monument historique klassifiziert.
|  |  |

Neben der Kirche sind in Relanges ein Lavoir und zwei alte Brunnen erhalten. Auch ein Felsenstück mit in den Stein gehauenen Statuen der zwölf Apostel (Belle Roche) im Wald oberhalb des Dorfes zieht viele Besucher an. Im Ortsteil Lichecourt steht ein Schloss aus dem 16. Jahrhundert, das im 18. Jahrhundert durch eine Kapelle und ein Pavillon erweitert wurde. Es ist seit 1973 in Teilen, seit 1986 in weiteren Teilen, als Monument historique eingeschrieben und wird heute als Museum genutzt.
Der Südpavillon des Schlosses stammt aus der Mitte des 16. Jahrhunderts und beherbergt die Kapelle, in der die Herren von Lichecourt begraben sind. Am Ostgiebel der Kapelle stehen die Überreste eines Festen Hauses aus dem 16. Jahrhundert, erbaut von Jean de Thysac und seiner Frau Alix de Barisey, das über den Kreuzstockfenstern im Obergeschoss abgerissen und mit einem Dach mit Rundziegeln gedeckt ist. Es wird das „Haus des Glasmachers von Thysac“ (französisch Maison du verrier de Thysac) genannt.
|  |  |  |

## Wirtschaft und Infrastruktur
In Relanges sind zehn landwirtschaftliche Betriebe ansässig (Milchwirtschaft, Rinder- und Geflügelzucht).
Der Kernort wird im Süden von der Departementsstraße D 314 (Darney-Contrexéville) und im Osten von der D 18 (Darney-Vittel) tangiert.

## Belege
1. ↑  Relanges. (Memento vom 2. Februar 2016 im Internet Archive; PDF; 116 kB) vosges-archives.com (französisch)
2. ↑  Relanges auf cassini.ehess
3. ↑  Relanges auf insee.fr
4. ↑  Landwirtschaftsbetriebe auf annuaire-mairie.fr (französisch)